# ガンジー、わが父
ガンジー、わが父（がんじーわがちち、Gandhi, My Father）は2007年インドで製作された映画。「インド建国の父」と呼ばれているマハトマ・ガンジーとその長男であったハリラール・ガンジーとの関係を描いた作品。
日本では未公開だが、2007年の第20回東京国際映画祭コンペティション部門に選ばれ、ジェファリ・シャーが最優秀女優賞に選ばれた。